# Ulla Gläßer
Ulrike „Ulla“ Gläßer (* 2. September 1970 in Nürnberg) ist eine deutsche Juristin.

## Leben
Nach dem Abitur am Platen-Gymnasium Ansbach 1989 studierte sie von 1990 bis 1997 Rechtswissenschaften und Russisch an der Universität Bonn (erstes juristisches Staatsexamen 1997 in Köln/zweites juristisches Staatsexamen 2003 in Berlin). Sie erwarb von 1997 bis 1998 den Master of Laws (Schwerpunkte: Mediation/ADR/Negotiation und Rechtsanthropologie) an der University of California at Berkeley. Nach der Promotion 2007 an der Europa-Universität Viadrina lehrt sie dort als Professorin für Mediation, Konfliktmanagement und Verfahrenslehre.

## Publikationen (Auswahl)
- Mediation und Beziehungsgewalt. Möglichkeiten, Bedingungen und Grenzen des Einsatzes von Familienmediation bei Gewalt in Paarbeziehungen. Baden-Baden 2008, ISBN 3-8329-3391-3.
- als Herausgeberin mit Kirsten Schroeter: Gerichtliche Mediation. Grundsatzfragen, Etablierungserfahrungen und Zukunftsperspektiven. Baden-Baden 2011, ISBN 3-8329-5451-1.
- als Herausgeberin mit Lars Kirchhoff und Felix Wendenburg: Konfliktmanagement in der Wirtschaft. Ansätze, Modelle, Systeme. Baden-Baden 2014, ISBN 3-8329-7584-5.
- als Herausgeberin mit Jürgen Klowait: Mediationsgesetz. Handkommentar. Baden-Baden 2018, ISBN 3-8487-3474-5.